# Hočevje
Hočevje je naselje v Občini Dobrepolje. Nahaja se ob cesti Zdenska vas - Krka. V kraju stoji cerkev Sv. Jožefa. Hočevje so v času šolskega pouka povezane z avtobusno linijo Kompolje - Videm - Krka - Ivančna Gorica.